# Taupisz
A Taupisz (ukránul: Тавпиш, Tavpis) hegy a Kárpátokban, az azonos nevű hegygerincen. 1450 m magas. Az Északkeleti-Kárpátokhoz tartozó Gorgánokban emelkedik. Ukrajnában, az Kárpátalja és az Ivano-frankivszki terület határán található.